# Institut Ramon Llull
För andra betydelser, se Ramon Llull (olika betydelser).
Institut Ramon Llull (instiˈtud rəˈmoɲ ˈʎuʎ, Ramon Llull-institutet, IRL) är en katalansk organisation grundad 2002. Den syftar till att "främja det katalanska språket och kulturen internationellt". Den grundades av Kataloniens och Balearernas regionregeringar; sedan 2014 är dock Kataloniens regionstyre och staden Barcelona huvudmän för institutet.

## Historik

### Bakgrund
Institut Ramon Llull grundades 2002, som ett kulturellt samarbetsprojekt mellan regionregeringarna i Katalonien och Balearerna. Det fick namn efter Ramon Llull (latin: Raimundus Lullus), en filosof och teolog från Mallorca som ses som den första viktigare författaren på katalanska.

### Växlande medlemskap
Åren 2004–08 stod Balearernas regionstyre utanför institutets samarbete, på grund av skifte vid makten i regionen. 2008 återkom Balearerna till samarbetet inom IRL, för att åter lämna samarbetet 2012. I båda fallen skedde utträdena efter det konservativ Partido Populars valseger 2003 respektive 2011. Partiet hävdade 2012 att man inte längre ville stödja en alltmer politiserad kulturinstitution.

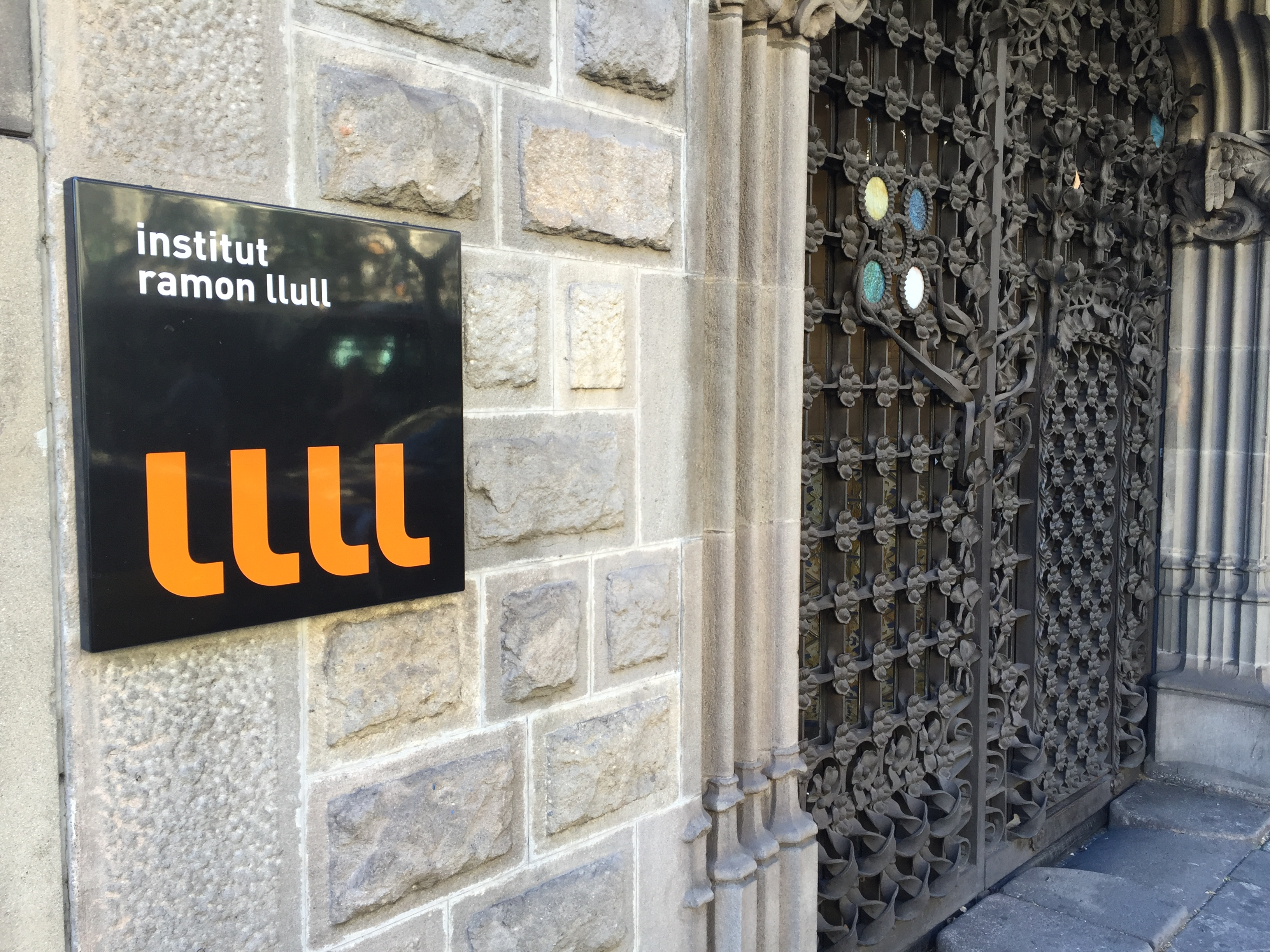
Ingång till Institut Ramon Llulls huvudkvarter i Barcelona.

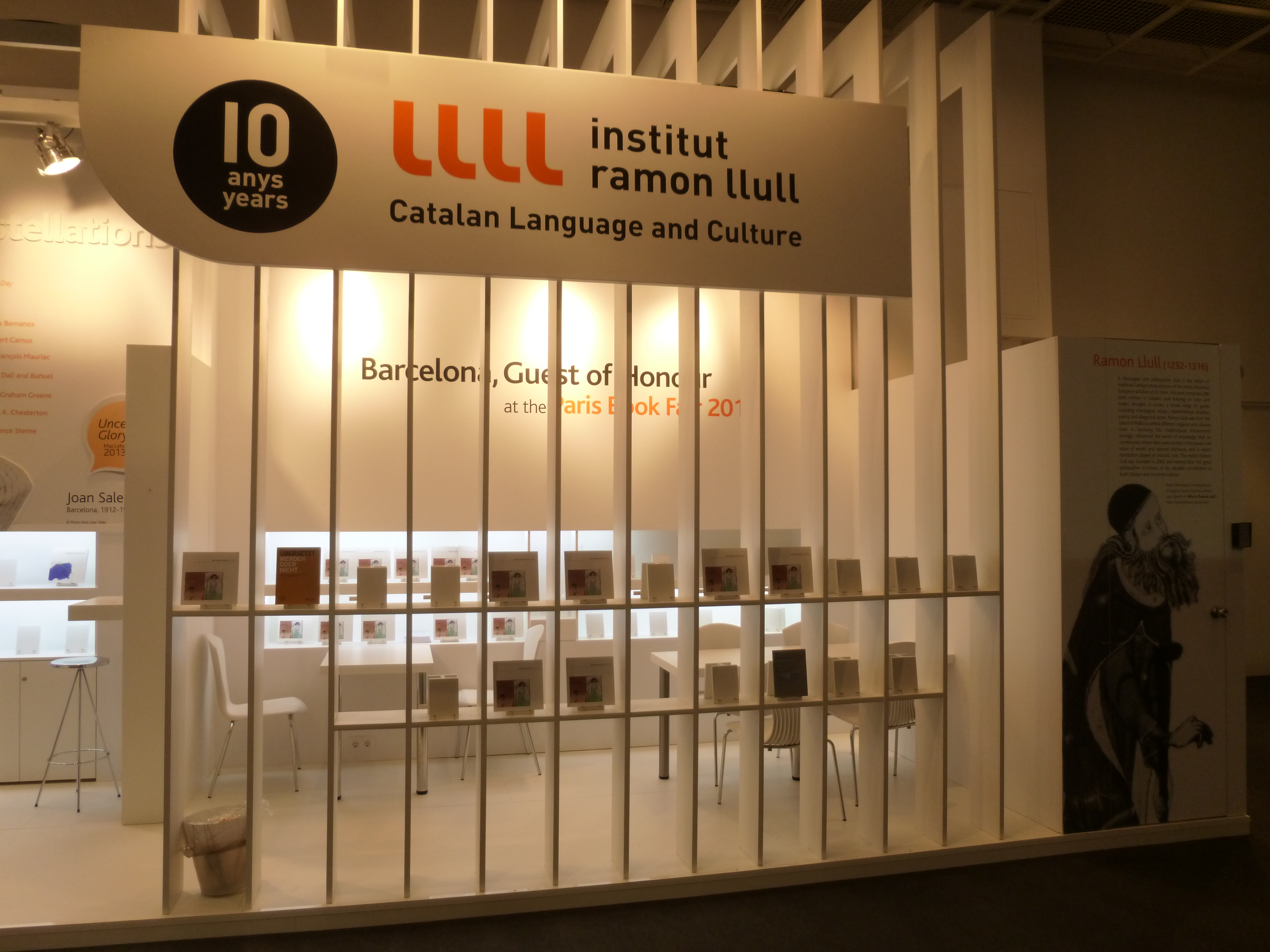
IRL:s monter på 2012 års bokmässa i Frankfurt.

Institutets säte delades från starten mellan Barcelona (Katalonien) och Palma (Balearerna). 2008 inleddes ett löpande samarbete med Vivesnätverket (nätverket med ett 20-tal mer eller mindre katalanskspråkiga universitet). Vivesnätverket har sitt säte i Castelló de la Plana.

### Bildande av internationell stiftelse
Institutet bildade 2008 Fundació Ramon Llull (FRL), tillsammans med andra politiska institutioner från de katalanska länderna:
- Andorras regering
- regionfullmäktige i Pyrénées-Orientales
- stadsfullmäktige i Alghero

Sedan 2009 är också ett nätverk av städer från Valenciaregionen medlemmar av stiftelsen.
Som en konsekvens av det baleariska regionstyrets uppsägning av sin delade huvudmannaroll inom IRL, beslöt 18 av Balearernas 53 kommuner i början av 2013 att bilda ett nätverk med mål att fortsätta det katalanska kultursamarbetet. Därefter bildades Xarxa de Municipis i Entitats Balears pel Ramon Llull (Nätverket av baleariska kommuner för Ramon Llull), slutligen bestående av 32 medlemskommuner. Nätverket gick i början av 2014 med som ny medlem inom Fundació Ramon Lull.

## Syfte och struktur
Institutets huvudsyfte är att främja det katalanska språket (i vid mening) och den katalanska kulturen utomlands (på samma sätt som Instituto Cervantes sprider spansk(språkig) kultur internationellt). För att nå sina mål ägnar sig IRL åt ett antal olika aktiviteter, inklusive stöd till språkundervisning i katalanska utanför de katalanska länderna, språktester och certifiering av studenter i katalanska, främjande av katalansk litteratur genom att stödja översättningar till andra språk och marknadsföring av arbeten från katalanska musiker, artister och forskare.
IRL:s aktiviteter hanteras numera (2014) av tre olika sektioner:
- Språk- och universitetssektionen
- Sektionen för bildkonst och utövande konst
- Sektionen för litteratur och humaniora

Den tidigare/ursprungliga sektionsindelningen var mellan språksektionen, sektionen för konst (i vid mening) och sektionen för humaniora och vetenskap.
2014 leds institutet av Àlex Susanna (styrelseordförande, även känd som poet och översättare) och Josep Marcé (VD).
Institutets medel kommer i första hand i formen av bidrag från de deltagande regionerna. IRL bidrar också med den största delen av finansieringen till Fundació Ramon Llull.

## Internationella evenemang
27 november 2004 invigde Pasqual Maragall, Kataloniens president, den internationella bokmässan i mexikanska Guadalajara. Det året var katalansk kultur årets tema/hedersgäst, och det 2004 års besökarantalet på mässan var 450 000 personer. Den 10 oktober 2007 var katalansk kultur hedersgäst på Bokmässan i Frankfurt i Tyskland. Andorras regering samarbetade med IRL på Frankfurtmässan, året innan samarbetet formaliserades genom skapandet av Fundació Ramon Llull.
2013 var Barcelona "gäststad" på bokmässan i Paris, och IRL organiserade då den katalanska närvaron på mässan. September 2014 var Institut Ramon Llull medansvarigt för den katalanska närvaron på Bokmässan i Göteborg, när brasiliansk och katalansk litteratur var årets huvudteman på mässan.

## Källhänvisningar
Den här artikeln är helt eller delvis baserad på material från engelskspråkiga Wikipedia, 26 februari 2013.
1. 1 2 3  "What is the Institut Ramon Llull". Llull.cat. Läst 8 september 2014. (engelska)
2. ↑  "Ramon Llull". Uoc.edu. Läst 8 september 2014. (katalanska)
3. ↑  "Ramon Llull". Britannica.com. Läst 8 september 2014. (engelska)
4. ↑  Nadal, Antoni (2014-01-23): "La política del Partit Popular contra la llengua pròpia de les Illes – Antoni Nadal". Arkiverad 8 september 2014 hämtat från the Wayback Machine. Gencat.cat. Läst 8 september 2014. (katalanska)
5. ↑  Caballero, Andreu (2012-11-07): "Bauzá deja de financiar el Instituto Ramon Llull por la politización que ha hecho la Generalidad de la institución". Vozbcn.com.Läst 8 september 2014. (spanska)
6. ↑  "Col·laboració amb l'Institut Ramon Llull". Arkiverad 8 september 2014 hämtat från the Wayback Machine. Vives.org. Läst 8 september 2014. (katalanska)
7. ↑  Xarca de Ciutats Valencianes Ramon Llull. Läst 8 september 2014. (katalanska)
8. ↑  Vidal, Jaume (2013-03-28): "Municipis balears s'integren al Ramon Llull".  Elpuntavui.cat. Läst 8 september 2014. (katalanska)
9. ↑  "Departments". Llull.cat. Läst 8 september 2014. (engelska)
10. ↑  "Institut Ramon Llull". Arkiverad 8 september 2014 hämtat från the Wayback Machine. Eenc.info. Läst 8 september 2014. (engelska)
11. ↑  "Organigrama". Llull.cat. Läst 8 september 2014. (katalanska)
12. ↑  "L'Ajuntament de Barcelona s'incorpora a la Fundació Ramon Llull". Andorradifusio.ad, 2014-05-19. Läst 8 september 2014. (katalanska)
13. ↑  "La Cultura Catalana, Invidado de Honor". Arkiverad 31 december 2007 hämtat från the Wayback Machine. Fil.com.mx. (spanska)
14. ↑  "Cultura Catalana, Singular i Universal". Arkiverad 1 juli 2007 hämtat från the Wayback Machine. Frankfurt2007.cat. Läst 8 september 2014. (katalanska)
15. ↑  "Catalan literature on show at the 2013 Paris Book Fair since Barcelona is this year’s guest city". Catalannewsagency.com, 2013-03-22. Läst 8 september 2014. (engelska)
16. ↑  "Välkomna tillbaka nästa år 25-28 september 2014!". Arkiverad 8 september 2014 hämtat från the Wayback Machine. Bokmassan.se, 2013-10-02. Läst 8 september 2014.